# Кюстин, Дельфина де
Дельфина де Сабран, маркиза де Кюстин (фр. Delphine de Sabran, marquise de Custine; 18 марта 1770 — 13 июля 1826) — французская светская дама и писательница. Мадам де Абрантес, известная своей красотой и умом, назвала де Кюстин «одним из тех прекрасных созданий, которых Бог даёт миру в миг своей щедрости». Во время Французской революции она была заключена в тюрьму Карме и была освобождена после падения Максимильена Робеспьера, но в то же время овдовела. После революции она сосредоточилась на воспитании своего сына — Астольфа Луи Леонора, маркиза де Кюстина, взяв его с собой в Италию и Швейцарию. Известная своим свободомыслием, Дельфина де Кюстин была видным литературным и общественным деятелем наполеоновской эпохи.

## Биография
Дельфина де Сабран родилась в Париже 18 марта 1770 года в семье, принадлежавшей к французскому дворянскому роду Сабран. Она была дочерью Жозефа де Сабрана, графа де Сабрана (1702—1775), и Франсуазы Элеоноры Дежан де Манвиль (1749—1827). Она была потомком Маргариты Прованской, жены короля Франции Людовика IX Святого. Её отец умер в 1775 году, а мать позднее снова вышла замуж за Станисласа де Буффлера. Дельфина же вышла замуж за Армана Рено-Луи-Филиппа-Франсуа де Кюстина, сына Адама Филиппа, графа де Кюстина. У них родился сын Астольф Луи Леонор, маркиз де Кюстин.

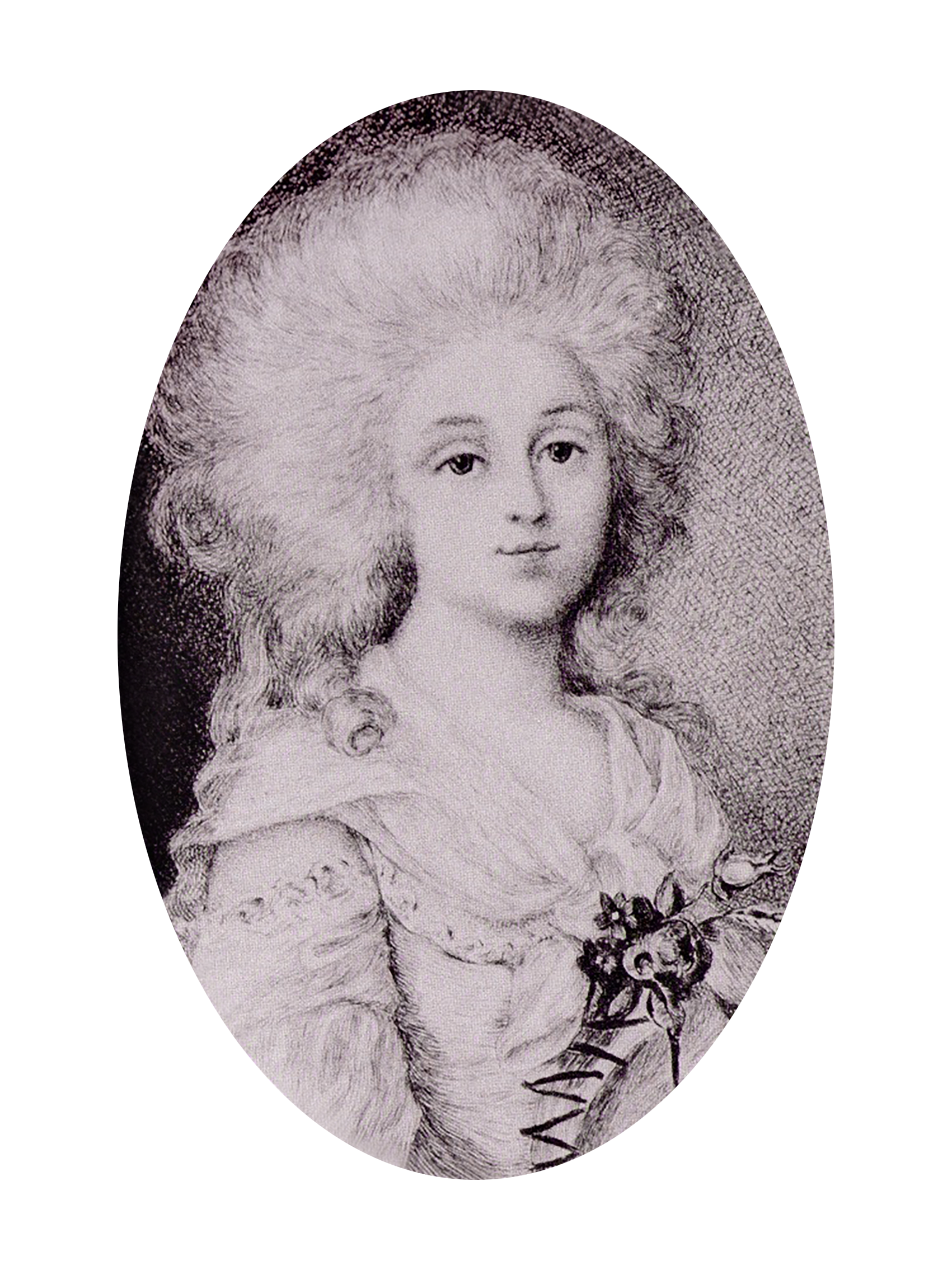
Мадам де Кюстин

Во время Французской революции Дельфина де Кюстин защищала своего тестя перед Революционным трибуналом. Она была заключена в тюрьму Карме вместе со своим мужем и тестем, но позднее, после падения Максимилиана Робеспьера, была освобождена. Выйдя на свободу, де Кюстин смогла вернуть часть конфискованного семейного имущества. Её муж и тесть были казнены на гильотине в эпоху террора. У Дельфины было несколько любовников, в том числе Франсуа-Антуан де Буасси д’Англа, Франсиско де Миранда и Жозеф Фуше.
Мадам де Сталь создала главную героиню своего романа «Дельфина» по образу де Кюстин. По совету Франсуа Рене де Шатобриана де Кюстин в 1803 году приобрела замок Фервак. Она увлеклась живописью, и её работы удостоились похвалы со стороны Элизабет Виже-Лебрен. Она организовывала литературные и художественные салоны в Ферваке. Среди посетителей её салонов были Франсуа-Рене де Шатобриан, Анри-Филипп Жерар и Шарль-Жюльен Лиуль де Шендолле. Шатобриан писал о ней в своих мемуарах «Замогильные записки».
Её же мемуары были опубликованы в 1912 году.